# パーストリ・ディッタ
パーストリ・ディッタ（Pásztory Ditta 1903年10月31日 - 1982年11月21日）は、ハンガリーのピアニストで作曲家のバルトーク・ベーラの2番目の妻。彼女は夫から『戸外にて』やピアノ協奏曲第3番など多数の作品の献呈を受けている。

## 生涯

### ハンガリー時代

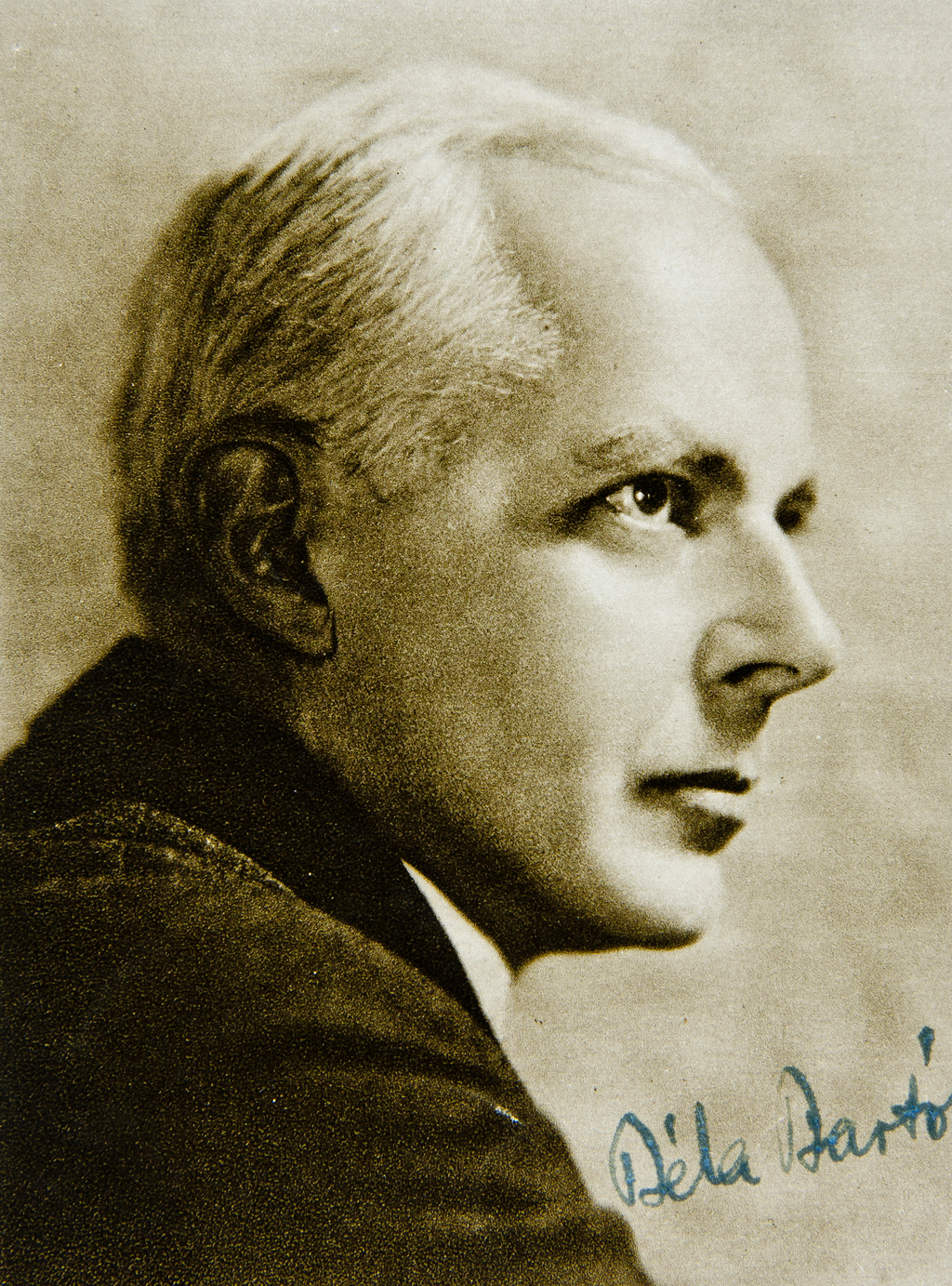
バルトーク・ベーラ、1922年。

エディート（Edith 愛称Ditta）・パーストリは1903年、オーストリア＝ハンガリー帝国のリマソムバト（Rimaszombat 現在のスロバキア、リマフスカー・ソボタ）に生まれた。両親はピアノ教師、高校教師であった。ブダペスト音楽院でピアノを学び、1921年に学位を取得すると更なる研鑽のため1922年にハンガリー王立音楽院に入学、そこでバルトーク・ベーラの個人指導を受けるようになる。
バルトークは1923年6月にツィーグレル・マールタ（1893年-1967年）と離婚する。彼には自身よりかなり年下の女性に魅かれる傾向が明確にあった。1909年に28歳でマールタと結婚した際、彼女はわずか16歳であった。ディッタの場合は新郎42歳、新婦19歳での結婚となる。ある日のレッスン後、徒歩で彼女の家を訪れたバルトークは突如彼女にポロポーズし、返答までの猶予として3日を与えた。それまでは2人の関係は純然たる教師と生徒だったにもかかわらずである。ディッタはこれを受け入れ、特別な許可を得た2人は1週間もたたぬうち、1923年8月28日に結婚した。1924年に彼女はバルトーク・ペーテルを産んでいる。ディッタが生んだ唯一の子どもだったが、バルトークは前妻との間にも息子を授かっていた。1926年、バルトークはピアノ曲集『戸外にて』をディッタに捧げている。
ディッタは独奏者としてのキャリアを捨てはしたものの、夫のピアノ・デュオのパートナーとなった。1938年1月16日にはスイスのバーゼルで行われた国際現代音楽協会の創立記念コンサートで、打楽器奏者のフリッツ・シーサー、フィリップ・リューリヒ、そして夫である作曲者自身とともに2台のピアノと打楽器のためのソナタの初演を行っている 。さらに2人はヨーロッパ中でピアノ・デュオコンサートを行った。バルトークは1940年に『ミクロコスモス』から7曲を抜粋して2台ピアノ用編曲を行い、自らとディッタが演奏するレパートリーに加えられるようにした。同年、夫妻はナチスから逃れるため、アメリカ合衆国へと移住している。最後の演奏会は1940年10月8日にブダペストで開催された。両名は10月29、30日にニューヨークへと到着している。

### アメリカ時代
アメリカでの2人の生活は経済的困窮、文化的、社会的な孤立、そして芸術的充足感の不足に見舞われた。英語、ドイツ語、ロシア語を含む多数の言語を流暢に駆使した夫とは異なり、ディッタは英語での会話、理解がまったくできず通訳として夫を頼らざるを得なかった。バルトークの音楽がオーケストラや室内楽で演奏されることはなく、2人にはピアニストとしての需要もほとんどなかった。この時期にバルトークは白血病を患うが、彼が自らの真の病状を伝えることは1度もなかった。
バルトークを擁護した数少ない人物のひとり、彼と同郷のフリッツ・ライナーの援助と指揮により、バルトークとディッタは1943年1月31日にカーネギー・ホールにおいてニューヨーク・フィルハーモニックとの共演で『2台のピアノと打楽器のためのソナタ』の管弦楽編曲版である2台のピアノのための協奏曲を初演した。これがバルトークの最後の公開演奏となった。
バルトークは依然病を患ってはいたが、多数の作品の委嘱を受けて回復しつつあるかのようであった。セルゲイ・クーセヴィツキーからは管弦楽のための協奏曲（1943年8月-10月）、ユーディ・メニューインからは無伴奏ヴァイオリンソナタ（1943年11月-1944年3月）、ウィリアム・プリムローズからはヴィオラ協奏曲の依頼が舞い込んだ。体重も著しく増加し、破裂してしまいそうだと愚痴をこぼしていた。彼はさらに1945年10月末に42歳の誕生日を迎えるディッタを祝うため、サプライズの贈り物としてピアノ協奏曲第3番を作曲することも決意した。しかし現実にはバルトークが回復することはなく、1945年9月26日にニューヨークで帰らぬ人となる。彼はピアノ協奏曲第3番の総譜を最後の17小節を残して完成させており、記号に関する指示を残していたためシェルイ・ティボールがそれらを用いて作品を完成させることができた。ヴィオラ協奏曲は完成からは程遠いほとんど草稿の状態で遺されたが、これも最終的にはシェルイによってつなぎ合わされてオーケストレーションされた。
1946年2月にピアノ協奏曲第3番を初演する栄誉はシャーンドル・ジェルジへ譲ったものの、ディッタも後に演奏して録音も行っている。

### 帰郷後

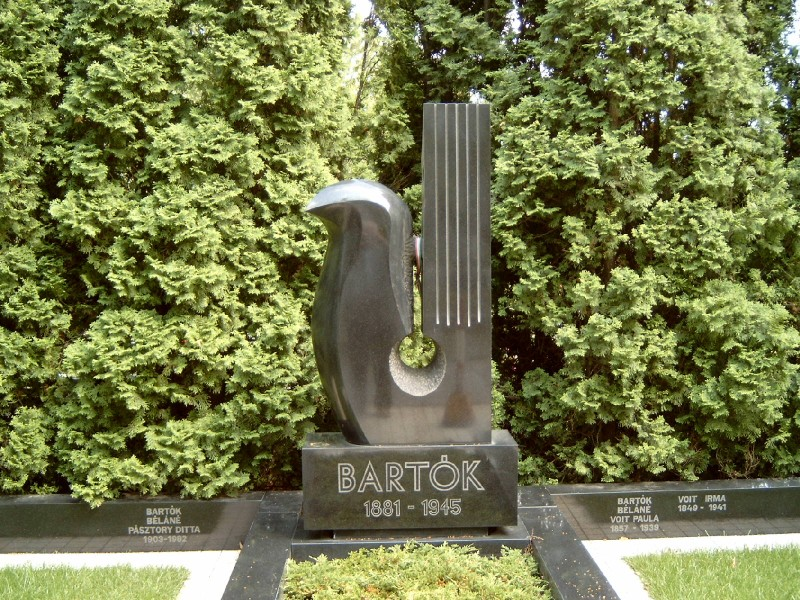
バルトークの墓石。向かって左隣にディッタが埋葬されている。

バルトークの死後、ディッタは1946年にブダペストへ戻って生涯をその地で暮らし、亡き夫の記憶を普及させることに身を捧げた。バルトークの作品による演奏会を催し、しばしばトゥシャ・エルジェーベトと共演した。『ミクロコスモス』からも一部の曲を録音している。
バルトークの死から37年後、ディッタは1982年に79歳でブダペストで生涯を終えた。前年に夫の生誕100周年を祝ったばかりであった。バルトークの亡骸がアメリカからハンガリーへと移されて以降、彼女はブダペストで夫と並んで眠りについている。
ベーラ・バルトーク＝ディッタ・パーストリ賞は2人を記念して命名された。